# ジェフ・ダンカン (野球)
ジェフリー・マシュー・ダンカン（Jeffrey Matthew Duncan, 1978年12月9日 - ）は、アメリカ合衆国イリノイ州クック郡ハービー出身の元プロ野球選手（外野手）。左投左打。現在はケント州立大学野球部の監督を務める。

## 経歴

### プロ入り前
1997年のMLBドラフト41巡目（全体1234位）でシカゴ・カブスから指名されたが、契約せずにアイオワ州立大学へ進学した。

### 現役時代
アリゾナ州立大学在学時の2000年、MLBドラフト7巡目（全体215位）でニューヨーク・メッツから指名され、プロ入り。2003年5月20日にメジャーデビュー。メジャー経験はこの年と2004年の2年間であり、以降はマイナー各球団（サンディエゴ・パドレス、ロサンゼルス・ドジャース、トロント・ブルージェイズの各傘下）と独立リーグ・アトランティックリーグのサマセット・ペイトリオッツを渡り歩き、2008年に引退した。

### 引退後
引退後は大学野球の指導者となり、オーバーン大学とパデュー大学でコーチを務めた後、2013年にはケント州立大学の野球部監督に就任した。

## 詳細情報

### 背番号
- 61（2003年）
- 10（2004年）